# 博阿维斯塔杜古鲁皮
博阿维斯塔杜古鲁皮是巴西马拉尼昂州的一个市镇。总面积401.433平方公里，总人口7374人，人口密度18.4人/平方公里。